# 공무도하가 (음반)
《공무도하가》(Gongmudohaga)는 1995년 발매된 가수 이상은의 정규 음반 6집이다. 일본 뮤지션들과 작업한 앨범으로 일본에서 먼저 발매되고, 후에 라이센스로 한국에서 발매되었다. 이 앨범은 '한국대중음악 100대 명반' 중 10위에 올랐다.

## 수록곡
전체 작곡: 이상은
| #             | 제목                                      | 작사          | 재생 시간 |
| ------------- | ----------------------------------------- | ------------- | --------- |
| 1.            | 〈보헤미안〉                              | 이상은        | 5:32      |
| 2.            | 〈Don't Say That Was Yesterday〉          | 이상은        | 2:59      |
| 3.            | 〈Summer Clouds〉                         | 이상은        | 5:06      |
| 4.            | 〈공무도하가〉 (公無渡河歌)               | 이상은        | 4:27      |
| 5.            | 〈삼도천〉                                | 이상은        | 6:10      |
| 6.            | 〈22, 23, 24〉                            | 이상은        | 4:37      |
| 7.            | 〈Spring〉                                | 이상은        | 4:52      |
| 8.            | 〈Come, The Children Do〉                 | 이상은        | 5:58      |
| 9.            | 〈성에〉                                  | 이상은        | 4:42      |
| 10.           | 〈새〉                                    | 이상은        | 5:49      |
| 11.           | 〈September Rain Song〉                   | 이상은        | 4:28      |
| 12.           | 〈무엇으로 다시 태어나든〉 (Instrumental) |               | 3:13      |
| 총 재생 시간: | 총 재생 시간:                             | 총 재생 시간: | 54:40     |

## 특징
- 이 음반을 통해 이상은은 전곡을 작곡하고 실험적인 음악을 선보여, 데뷔 이후 한동안 컨셉으로 자리 잡았던 아이돌의 이미지를 탈피하고 진정한 뮤지션의 길을 걷게 된다.
- '공무도하가' 노래를 만들게 된 계기 (발매 당시 인터뷰) : | “ | 고등학교 2학년 고전문학 수업시간때 선생님께서 고조선의 시가 〈공무도하가〉(公無渡河歌)에 대해 설명을 해주시면서 '지금은 우리가 이 노래를 시(詩)로 배우고 있지만, 당시에는 많은 사람들이 유행가처럼 불렀던 노래였다'고. 이말을 듣고 그 멜로디가 남아있다면 얼마나 아름다웠을까 생각한 적이 있다. 일본에서 앨범구상을 할 때 갑자기 그때 기억이 떠올랐다. 그 당시에 널리 불리던 이 시가의 잃어버린 멜로디를 다시 재현해보고 싶었다. 내가 주목한건 그 시가의 등장 인물들이었는데, 백수광부와 그의 처, 그리고 여옥. 백수광부는 광기에만 휩싸인 예술가, 그걸 옆에서 지켜보며 슬퍼하는 사람, 여옥은 그 모든것을 감내하며 예술로 승화시킨 여인이라고 생각했다. 삶을 살아가면서 상황에 따라 세사람 중의 한사람이 될 수 있다. 노랫말을 쓰고 레코딩을 하면서 거기 온통 매달려 헤매이는 내모습은 백수광부 같고, 음반 하나를 끝내고 나면 여옥이 되어있는 또 다른 나. 나자신의 예술에 대한 질문과 동시에 답이 되는곡이다. | ” |
- '보헤미안' 첫소절에 나오는 'T-Rex'는 공룡 '티라노사우루스 렉스'를 말하며 미국을 상징한다고 한다. 앨범 제작 당시 영화 '쥬라기 공원'의 흥행과 관련이 있어 보인다. 2절에 나오는 '흰 국화'와 '화산'은 일본을 상징한다고.
- 6번 트랙 '22,23,24'는 나이를 말하는 것이라고 한다.
- 12번 트랙 '무엇으로 다시 태어나든'은 연주곡으로 실렸지만, 부클릿에는 한글 가사가 적혀 있다. 이노래는 9집 앨범에서 'Reincarnation'이란 제목으로 실렸고 이때는 영어 가사로 불렀다.[1]

## 관련 자료
- 1995년 토크쇼 출연영상 : 6집 '공무도하가'에 대한 곡설명과 라이브도 들을 수 있다.
- 2015년 '공무도하가' 라이브 : 2015년 5월 KBS '국악한마당' 공연. 천 년 만에 개량 복원된 '공후'연주에 맞춰 이상은이 노래했다. 고대가요 '공무도하가'는 원래 공후를 타면서 부르는 노래라고 해서 '공후인'이라고도 불렸다.
- 1995년 '공무도하가' 라이브
- 'Summer clouds' 뮤직비디오
- '새' 뮤직비디오
- '공무도하가' 정지숙감독 MV
- 퓨전국악그룹 IS - '새' : 국악 세쌍둥이 IS(아이에스) 2010년 리메이크 버전